# Laasow (Spreewaldheide)
Laasow, in basso sorabo Łaz, è una frazione del comune tedesco di Spreewaldheide, nel Land del Brandeburgo.